# Автошлях B59 (Німеччина)
Федеральна траса 59 (В 59 нім. Bundesstraße 59) — німецька федеральна автомагістраль у землі Північний Рейн-Вестфалія. Вона пролягає від Менхенгладбаха до Кельна і закінчується там на Гогенцоллернрингу, ділянці Кельнського кільця.

## Історія
Будівництво дороги між сусідніми містами Менхенгладбах і Райдт почалося в 1831 році. Приблизно через десять років, у 1840 році, були побудовані прилеглі ділянки лінії до Фірзенр та Гревенброха.
З 1934 року ця дорога була відома як Reichsstraße 59, поки її не змінили на Bundesstraße 59.
Спочатку B 59 проходив через міста Роммерскірхен, Штоммельн і Пульгайм, і назва вулиці «Venloer Straße» досі свідчить про цей факт. Проте вже в 1992 році B 59n був побудований як об’їзна дорога навколо Штоммельна. У 2006 році розрив між B 59n між Пульгаймом і розв’язкою автостради Кельн-Боклемюнд (A 1) було закрито після приблизно трьох років будівництва. Будівництво B 59n між Sinsteden і Stommeln як об'їзної дороги навколо Rommerskirchen було завершено 31. жовтня 2006 року і закінчився 18. Відкритий для руху травень 2009 року. Важливою частиною B 59 є Venloer Straße, яка починається на Фрізенплац у Кельні та проходить тим самим маршрутом, що й B 59, до об’їзної дороги навколо Пульгайма.